# チャン・ウェイウェイ
チャン・ウェイウェイ（張 維維、Weiwei Zhang、1997年3月15日 - ）は中華人民共和国・海南省出身のプロゴルファー。中国ゴルフ協会所属。

## 経歴
2017年の国内女子下部ステップアップツアー「Skyレディース ABC杯」で、日本のプロツアーで初優勝を飾った。
8頭身の女子大生で美少女というモデル並みのスタイルで人気を集める。同世代のセキ・ユウティン選手と仲が良い。

## 戦績
2016年
- 下部ツアー
  - パナソニックオープンレディース 予選落ち
  - ANA PRINCESS CUP 32T

2017年
- レギュラーツアー
  - ワールドレディスチャンピオンシップ サロンパスカップ 予選落ち
  - アース・モンダミンカップ 47T

2018年
- レギュラーツアー
  - Ｔポイントレディス ゴルフトーナメント 59T
  - ヤマハレディースオープン葛城 5T
  - フジサンケイレディスクラシック 29T
  - サイバーエージェント レディスゴルフトーナメント 49T
  - ヨネックスレディスゴルフトーナメント 55T
  - 宮里藍 サントリーレディスオープンゴルフトーナメント 45T
  - 日本女子プロゴルフ選手権大会コニカミノルタ杯 53T